# Торангилицький сільський округ
Торангили́цький сільський округ (каз. Тораңғылық ауылдық округі, рос. Торангылыкский сельский округ) — адміністративна одиниця у складі Актогайського району Карагандинської області Казахстану. Адміністративний центр та єдиний населений пункт — село Торангилик.
Населення — 291 особа (2021; 485 у 2009, 481 у 1999, 1177 у 1989).
Станом на 1989 рік існувала Тарангилицька сільська рада (село Тарангилик) ліквідованого Приозерного району.